# Аму, Эфраим
Эфраи́м А́му (эве Ephraim Kɔku Amu; 13 сентября 1899, Пеки, Вольта, Золотой берег, ныне Гана — 2 января 1995) — ганский композитор, фольклорист, музыковед и педагог. Представитель народности эве.

## Биография
Был сыном Стивена Аму, резчика по дереву, и его жены Сары Акорам Амы. Впервые Аму пошёл в школу в мае 1906 года, и примерно в 12 лет он поступил в среднюю школу-интернат Peki-Blengo, где проявил большой интерес и любовь к музыке и сельскому хозяйству. Окончил учительский колледж в городе Кваву. Работал учителем музыки в школах. В 1937—1940 годах учился в Королевском колледже музыки в Лондоне. Продолжил преподавательскую деятельность в колледжах Ачимота и Кумаси, а с 1960-х годов начал вести курс народной музыки в Университете Ганы, где в 1965 году становится доктором музыки. Один из первых собирателей африканского музыкального фольклора. Опубликовал несколько сборников африканских песен. Автор песен, хоров и произведений для народных инструментов.

## Память
Композитор изображён на ганской купюре 20000 седи 2006 года.
В честь Эфраима Аму был основан благотворительный фонд в 1995 году.

## Публикации
- Amu, Ephraim. Twenty-five African Songs in the Twi Language. Music and words by E. Amu. — London, Sheldon Press, 1932.
- Amu, Ephraim. How to Study African Rhythm. The Teachers' Journal (Accra) 6.2 (1933): 1933-34.
- Amu, Ephraim. Three solo songs with pianoforte accompaniment. — London, 1965
- Amu, Ephraim. Amu choral works. Waterville Publishing House, 1993.